# Ударнику сталинского призыва
Нагрудный значок «Ударнику Сталинского призыва» — ведомственный нагрудный знак МПС СССР. Самая массовая награда советских железнодорожников.

## История

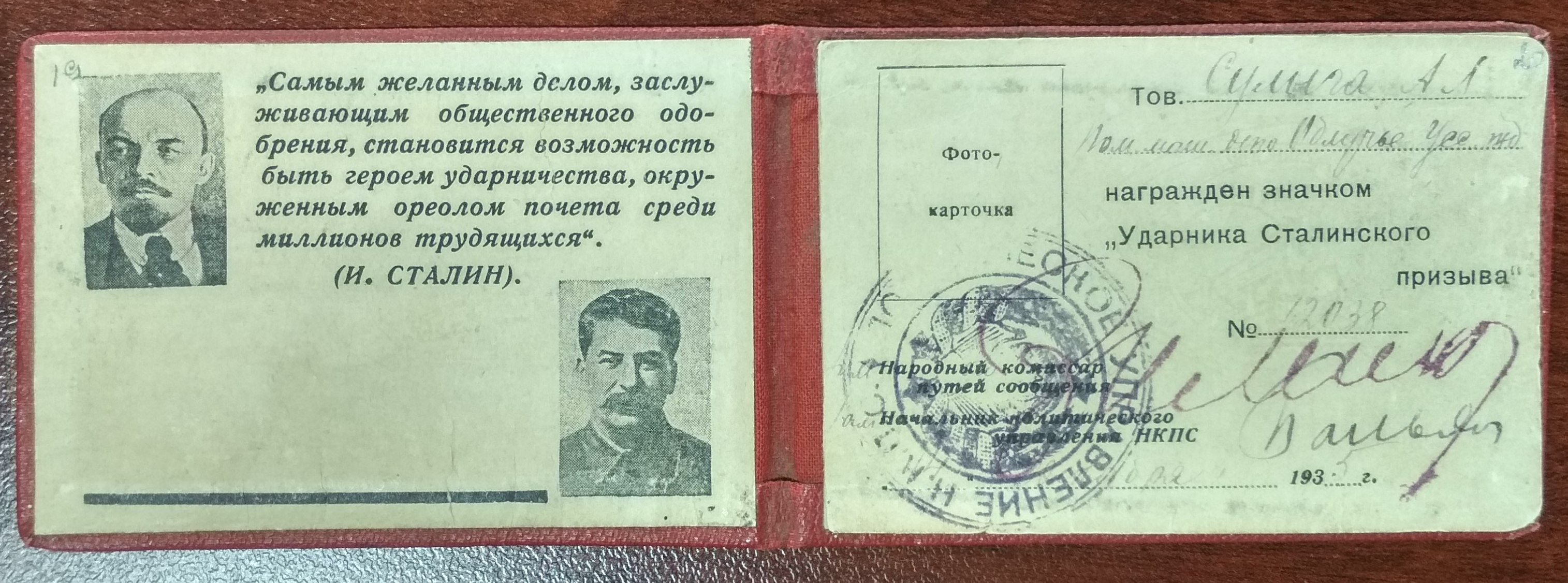
Удостоверение к нагрудному знаку «Ударнику Сталинского призыва» 1935 год.

Учрежден Постановлением Центрального Исполнительного Комитета СССР от 23.04.1934 г. Дизайн Знака был разработан художниками В. О. Эльским и Е. И. Зоном. Награждение значком «Ударнику Сталинского призыва» осуществлялось на основании соответствующего Приказа. Вместе со значком вручалось удостоверение установленного образца в твердой обложке красного или красно-коричневого цвета. Вручение Знака было прекращено Указом Президиума Верховного Совета СССР от 16.09.1957 г. В период с 1934 г. по 1957 г. было вручено около 500000 значков.